# Aprionacris
Aprionacris is een geslacht van rechtvleugeligen uit de familie Romaleidae. De wetenschappelijke naam van dit geslacht is voor het eerst geldig gepubliceerd in 1978 door Descamps.

## Soorten
Het geslacht Aprionacris omvat de volgende soorten:
- Aprionacris coerulescens Bolívar, 1890
- Aprionacris fissicauda Descamps, 1978